# Savannah
Savannah (/səˈvænə/) je nejstarší město ve státě Georgie v USA. Bylo založeno v roce 1733 na řece Savannah. Stalo se hlavním městem britské kolonie Provincie Georgie. Za americké revoluce a během americké občanské války bylo strategickým přístavním městem, dnes je průmyslovým centrem a důležitým atlantským přístavem. V současnosti je pátým největším městem státu Georgie.

## Historie

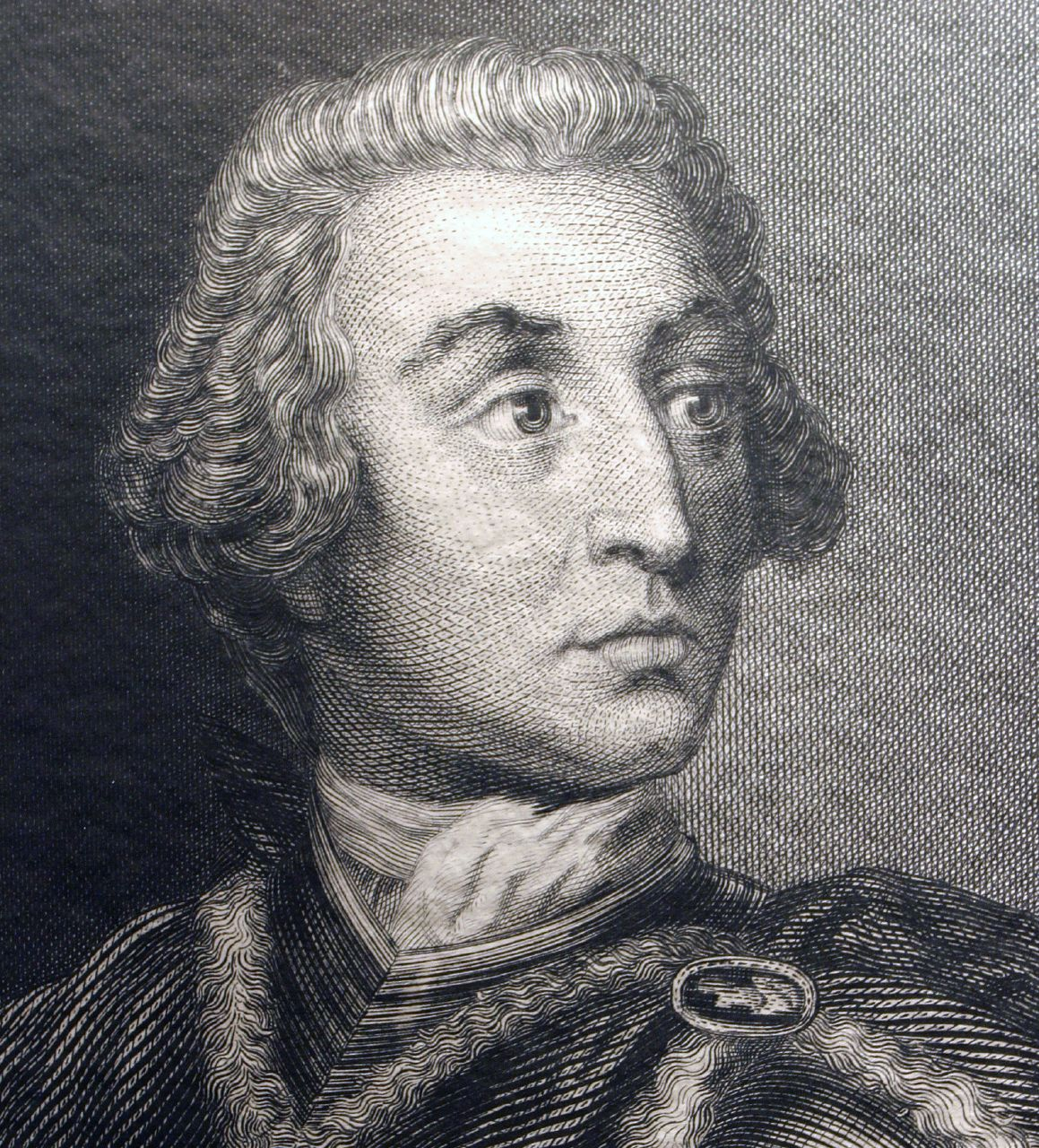
James Oglethorpe, 1. guvernér

K založení města Savannah byl pověřen generál James Oglethorpe britským králem Jiřím II. Stát Georgie byl jediným americkým státem, jehož vznik byl naplněn osvícenskými ideály. James Oglethorpe, který se stal jeho prvním guvernérem, prosazoval plán sociální spravedlnosti, občanské ctnosti, spravedlivého přidělování půdy a zákazu otroctví. Nabízel výhodné podmínky všem exulantům pronásledovaným pro víru, čehož využili někteří salcburští exulanti, kteří byli v letech 1731-32 vykázáni ze Solnohradska. Dne 6. ledna 1734 zvážili v Herrnhutu Moravští bratři nabídku tohoto guvernéra (s potvrzenými privilegii Moravanů) a nabídku přijali. V dubnu 1735 dorazila do Savannah první skupina deseti moravských misionářů vedená Davidem Nitschmannem. K nim se v únoru 1736 připojila druhá skupina. Bratři na přidělených pozemcích vykáceli les, vyklučili pařezy, postavili si domy a školu pro domorodé obyvatele. Bratrská škola Irene byla slavnostně otevřena dne 20. září 1736, stála na nedalekém ostrově obývaném indiány. Bratři odmítali účast na jakýchkoli válečných aktivitách, proto se stali terčem nepřátelských útoků a jejich privilegia byla okleštěna. Ani práce ve škole se jim nedařila, protože většina indiánů propadla alkoholu. V dubnu 1740 Moravané misii v Savannah rozpustili a svoje zdejší působení vyhodnotili jako selhání. Odešli do Pensylvánie, kde začali znovu od základů budovat nové kolonie – Bethlehem a Nazareth.

## Slavní rodáci
- John Charles Frémont (1813–1890), americký objevitel, generál a politik
- Ellen Louise Wilsonová (1860–1914), manželka  28. prezidenta USA Woodrowa Wilsona, první dáma USA v letech 1913–1914
- Conrad Aiken (1889–1973), americký spisovatel a básník
- Flannery O'Connorová (1925–1964), americká spisovatelka
- Stacy Keach (* 1941), americký herec
- Lloyd Blaine Hammond (* 1952), americký vojenský pilot a astronaut
- Dianna Agronová (* 1986), americká herečka a zpěvačka

## Partnerská města
- Batumi, Gruzie
- Kaya, Burkina Faso
- Patra, Řecko
- Ťiou-ťiang, Čína
- Halle, Německo